# Astragalus arganaticus
Astragalus arganaticus är en ärtväxtart som beskrevs av Eduard August von Regel och Ferdinand Gottfried Theobald Maximilian von Herder. Astragalus arganaticus ingår i släktet vedlar, och familjen ärtväxter. Inga underarter finns listade i Catalogue of Life.